# Зарічненська сільська рада (Жидачівський район)
| Зарічненська сільська рада — орган місцевого самоврядування у Жидачівському районі Львівської області з адміністративним центром у с. Зарічне. Водоймища на території, підпорядкованій даній раді: річка Свіча. Сільській раді підпорядковані населені пункти: - с. Зарічне - с. Демівка - с. Корчівка - с. Лисків - с. Романівка |

## Склад ради
Рада складається з 14 депутатів та голови.

### Керівний склад ради
| ПІБ                     | Основні відомості                                                                            | Дата обрання | Дата звільнення |
| ----------------------- | -------------------------------------------------------------------------------------------- | ------------ | --------------- |
| Шевчук Зеновій Іванович | Сільський голова, 1966 року народження, освіта, безпартійний                                 | 26.03.2006   | 31.10.2010      |
| Федан Степан Васильович | Сільський голова, 1970 року народження, освіта вища, член Конгресу Українських Націоналістів | 31.10.2010   | 10.12.2015      |
| Ямнич Роман Іванович    | Сільський голова, 1960 року народження, освіта вища, член партії Громадянська позиція        | 08.11.2015   |                 |

Примітка: таблиця складена за даними джерела